# Тофан, Василий Васильевич
Василий Васильевич Тофан (укр. Василь Васильович Тофан; род. 13 февраля 1974, Снятын, Ивано-Франковская область) — украинский футболист, полузащитник, большую часть карьеры провел в «Буковине» (Черновцы), «Прикарпатье» (Ивано-Франковск) и харьковском «Металлисте».

## Биография
Воспитанник ивано-франковского футбола, профессиональную карьеру начинал в «Бережанах». В 1993 году был призван на службу в вооруженные силы Украины, где по направлению попал в центральный спортивный клуб армии.
Большую часть своей карьеры в качестве игрока провел в различных клубах высшей, первой, второй и третьей лиг украинского футбола. В частности, в таких клубах как «Прикарпатье» (Ивано-Франковск), «Буковина» (Черновцы), «Кристалл» (Чортков), «Металлист» (Харьков), «Спартак» (Ивано-Франковск), «Меховик» (Тысменица).
Провел в чемпионате Украины 348 матчей и отметился 33 голами, в частности в высшей лиге — 77 матчей и 6 голов, в первой — 100 матчей и 13 голов, второй — 147 матчей и 14 голов и в третьей лиге — 24 матча. Также провел 19 поединков в кубке Украины, где дважды отличился голом.
Карьеру завершил в любительских команд «Княгинин» (Подгайчики) и «Запад» (Снятын).